# Athenaea pereirae
Athenaea pereirae là loài thực vật có hoa trong họ Cà. Loài này được Barboza & Hunz. mô tả khoa học đầu tiên năm 1989.